# 2659 Millis
2659 Millis је астероид главног астероидног појаса. Приближан пречник астероида је 26,42 ,
а средња удаљеност астероида од Сунца износи 3,123 астрономских јединица (АЈ).
Инклинација (нагиб) орбите у односу на раван еклиптике је 1,315 степени, а орбитални период износи 2016,498 дана (5,520 година). Ексцентрицитет орбите астероида износи 0,111.
Апсолутна магнитуда астероида износи 11,66 а геометријски албедо 0,054.
Астероид је откривен 5. маја 1981. године.